# 罗得城墙
罗得城墙（希臘語：Οχυρώσεις της πόλης της Ρόδου）是罗得中世纪古城周围的新月形防御性工事，环绕海港。
圣若望医院骑士团经过三年的战斗，夺取了该岛。从1309年开始，他们加固了拜占庭城墙。
城墙的各段的防御被分配给不同语言的骑士分部，包括法语、西班牙语、德语、意大利语。
罗得城墙共有11个城门。

## 图集

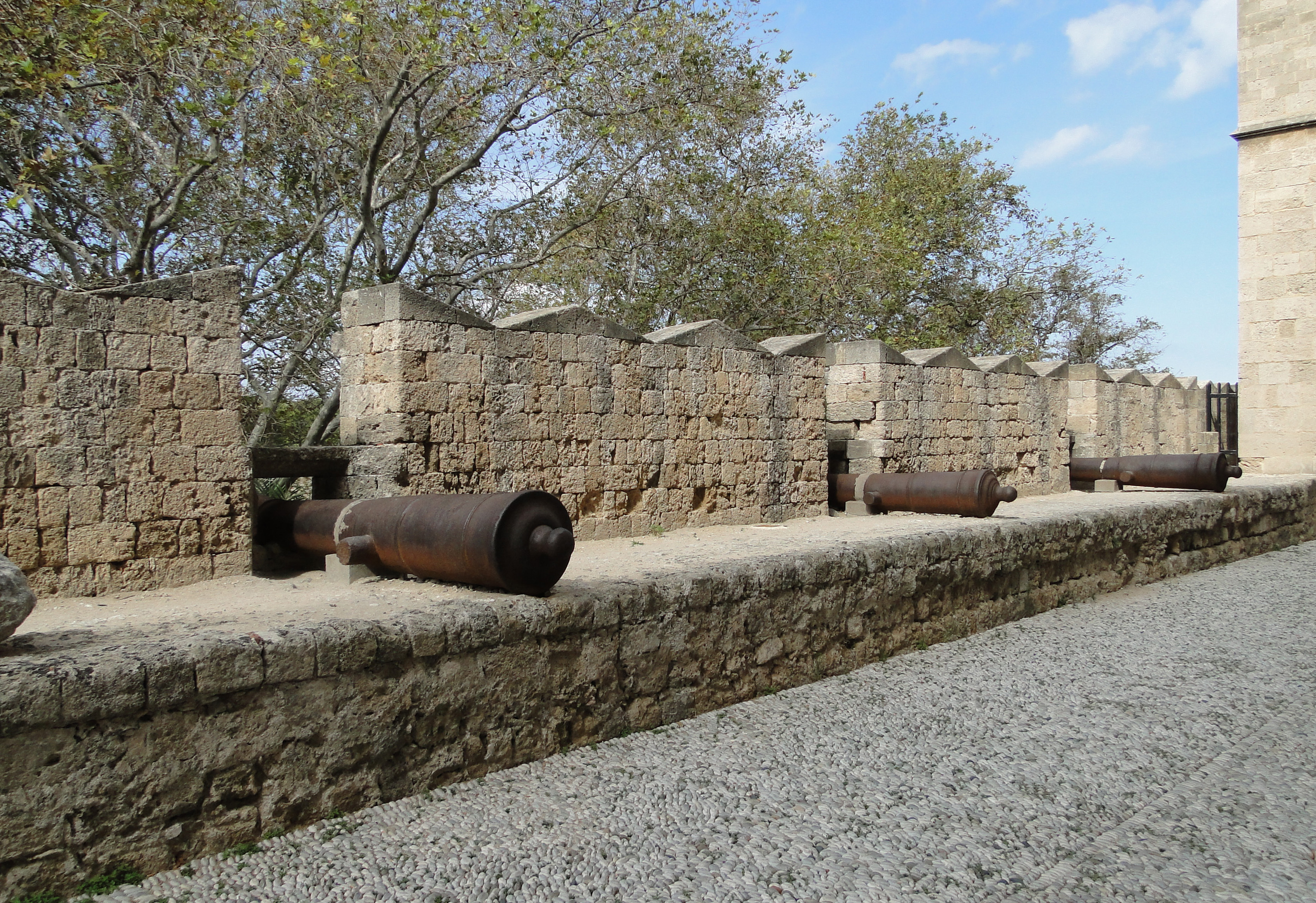
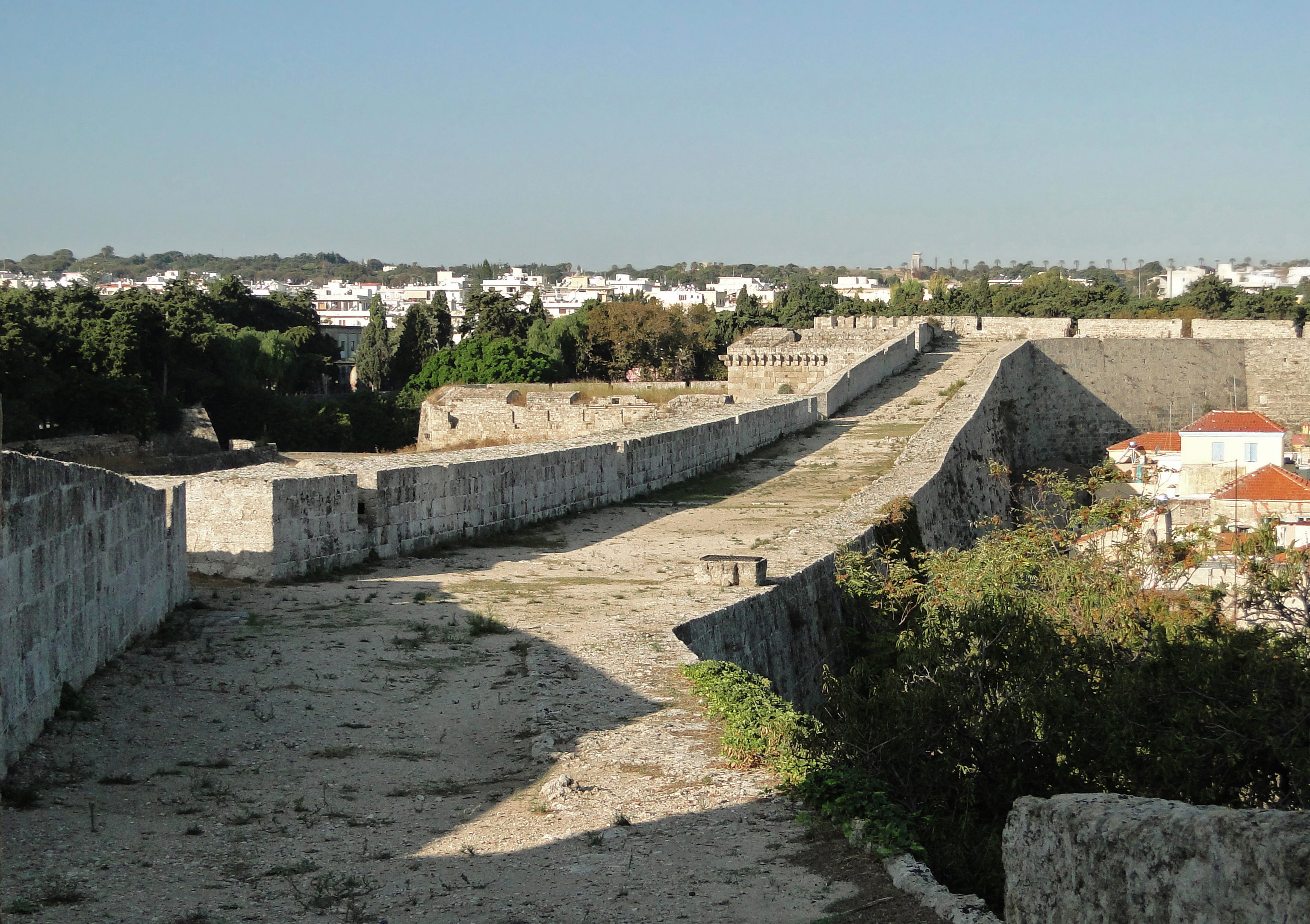
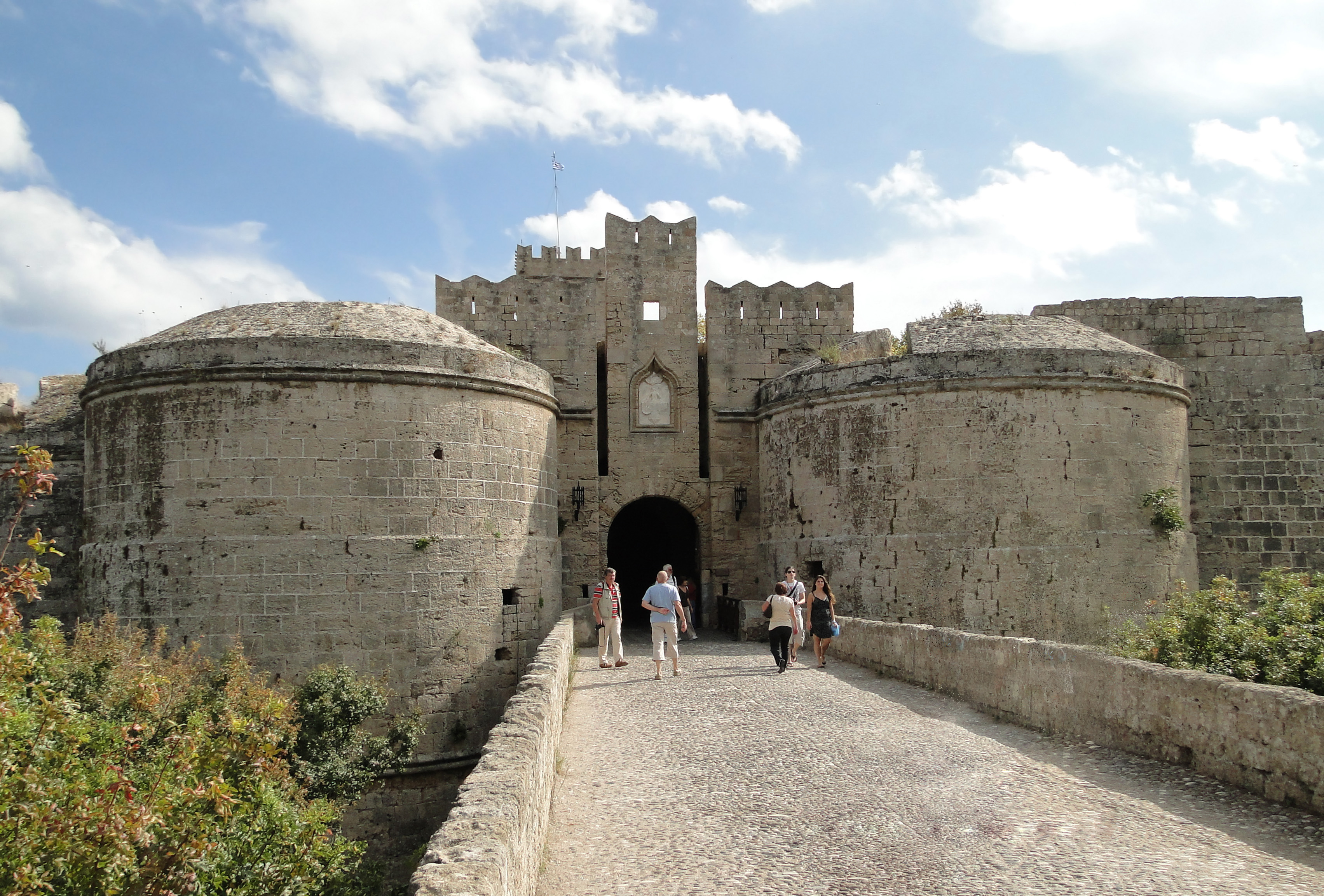
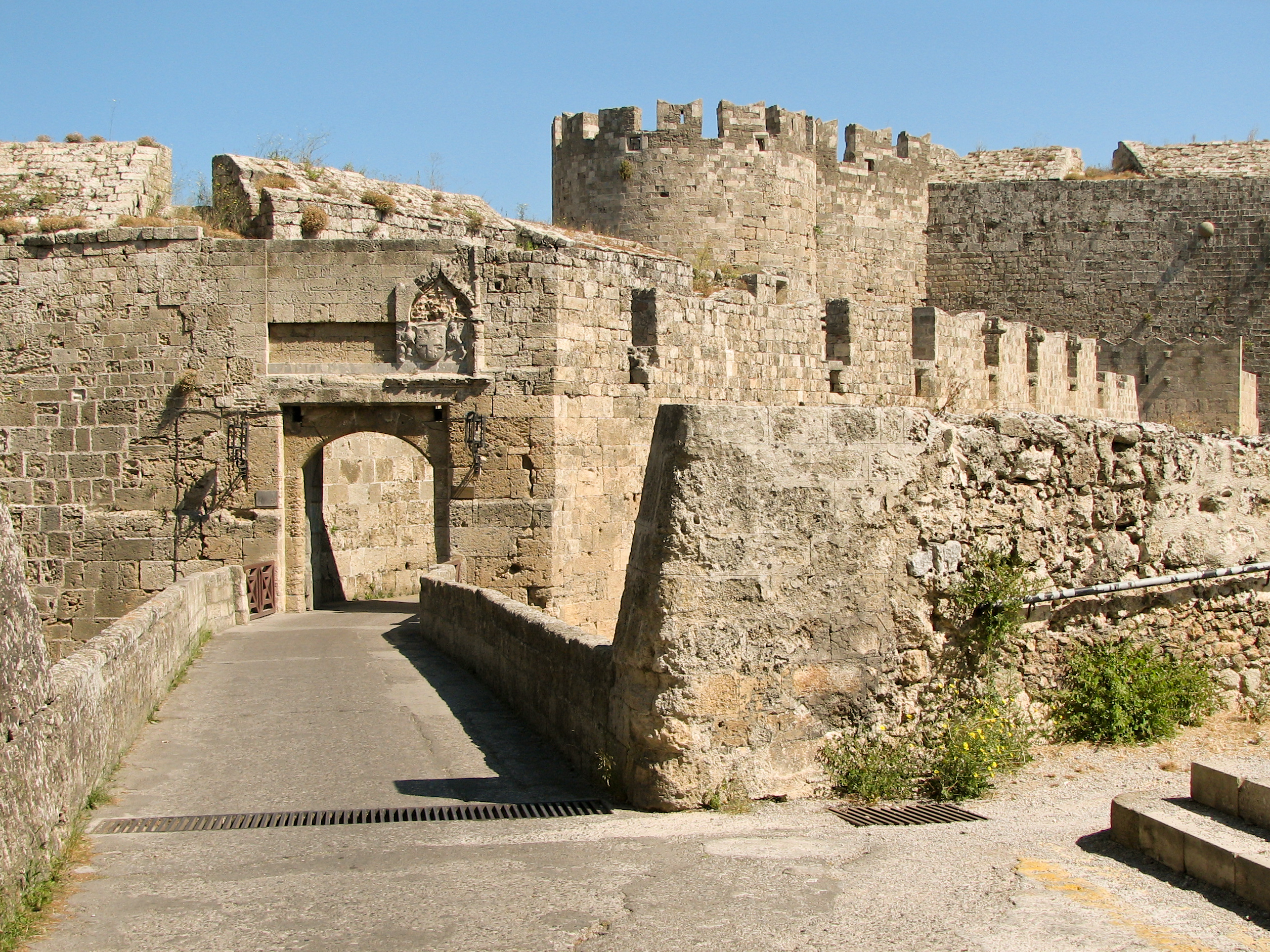
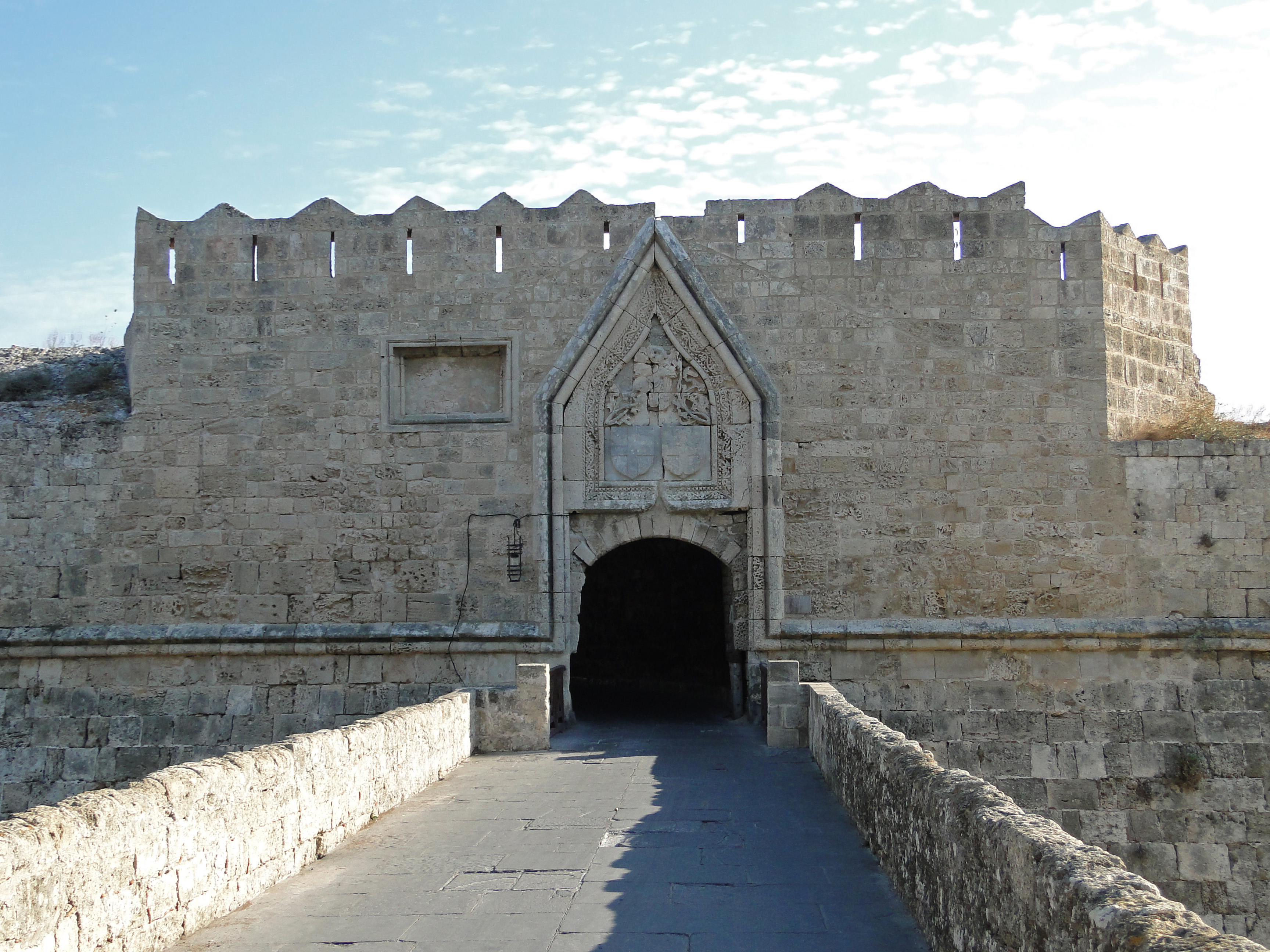
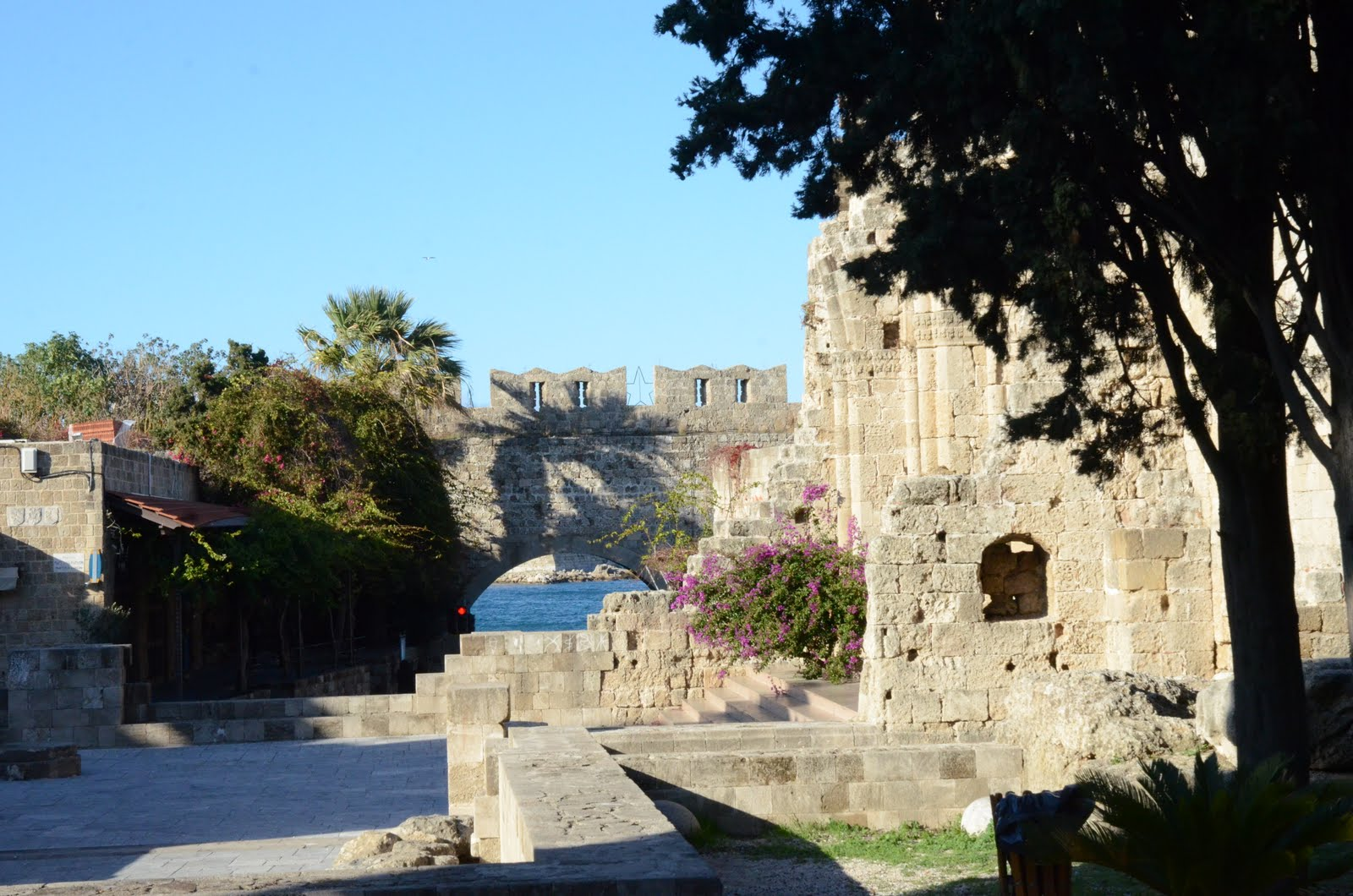
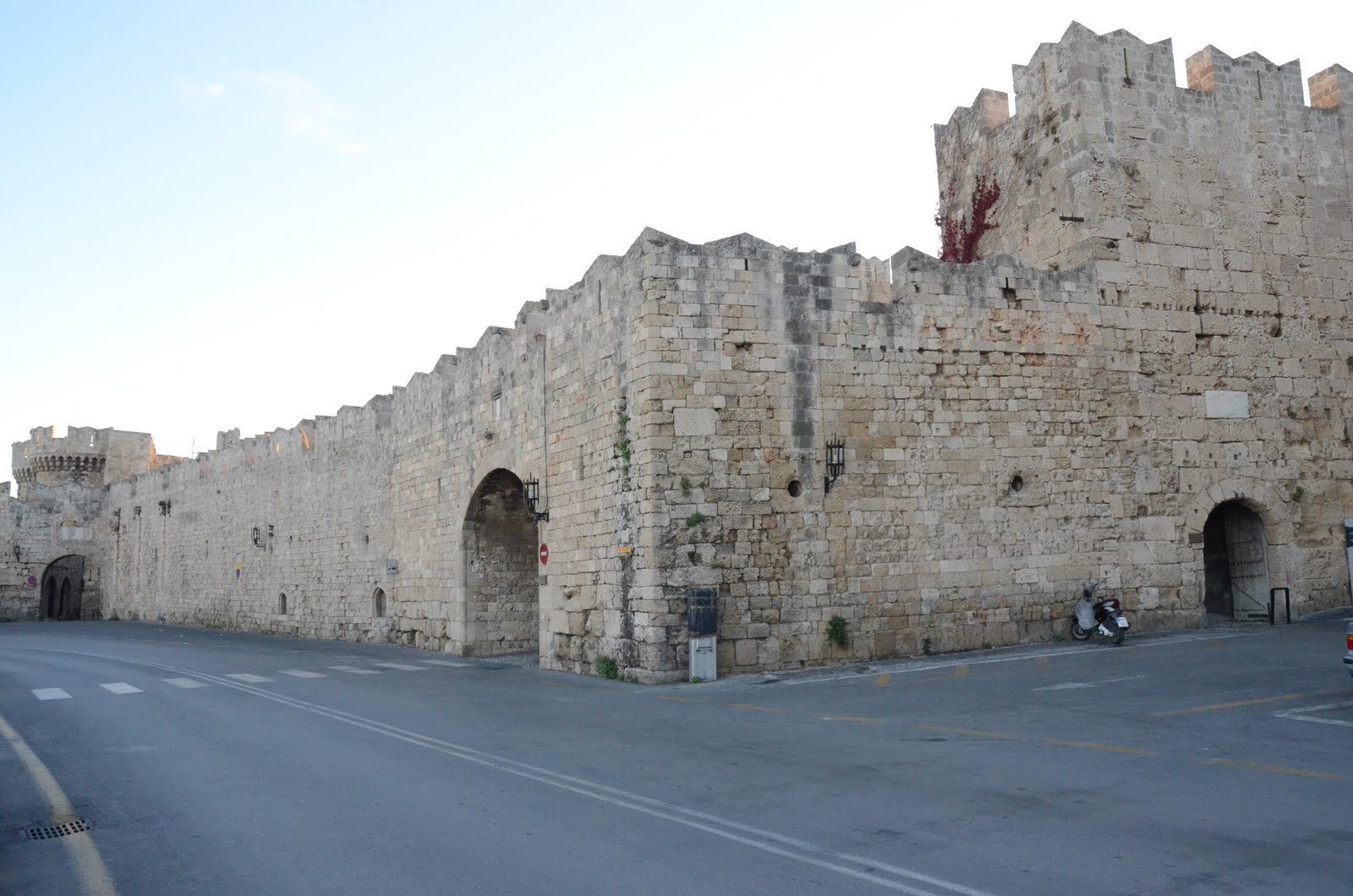
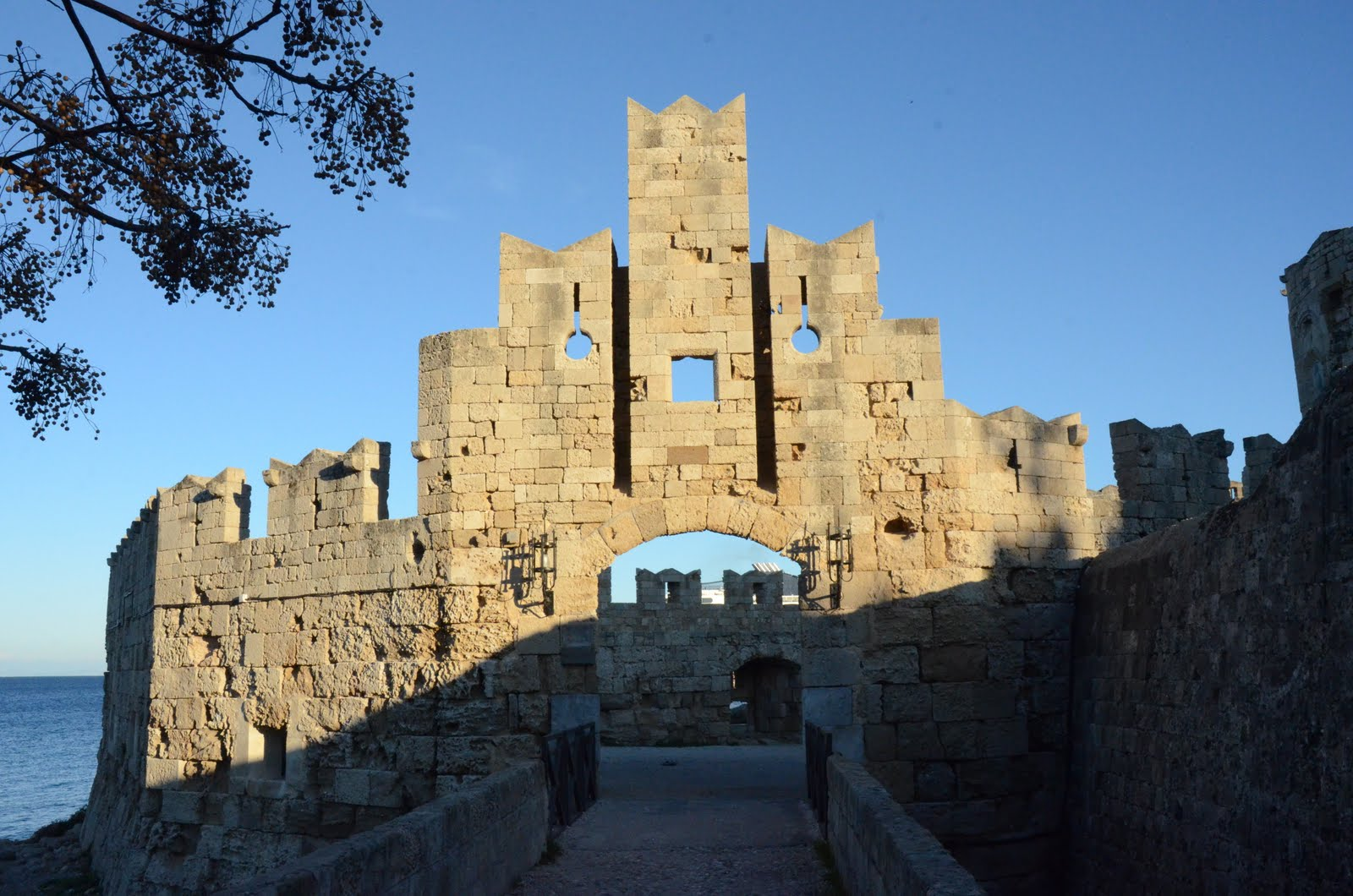
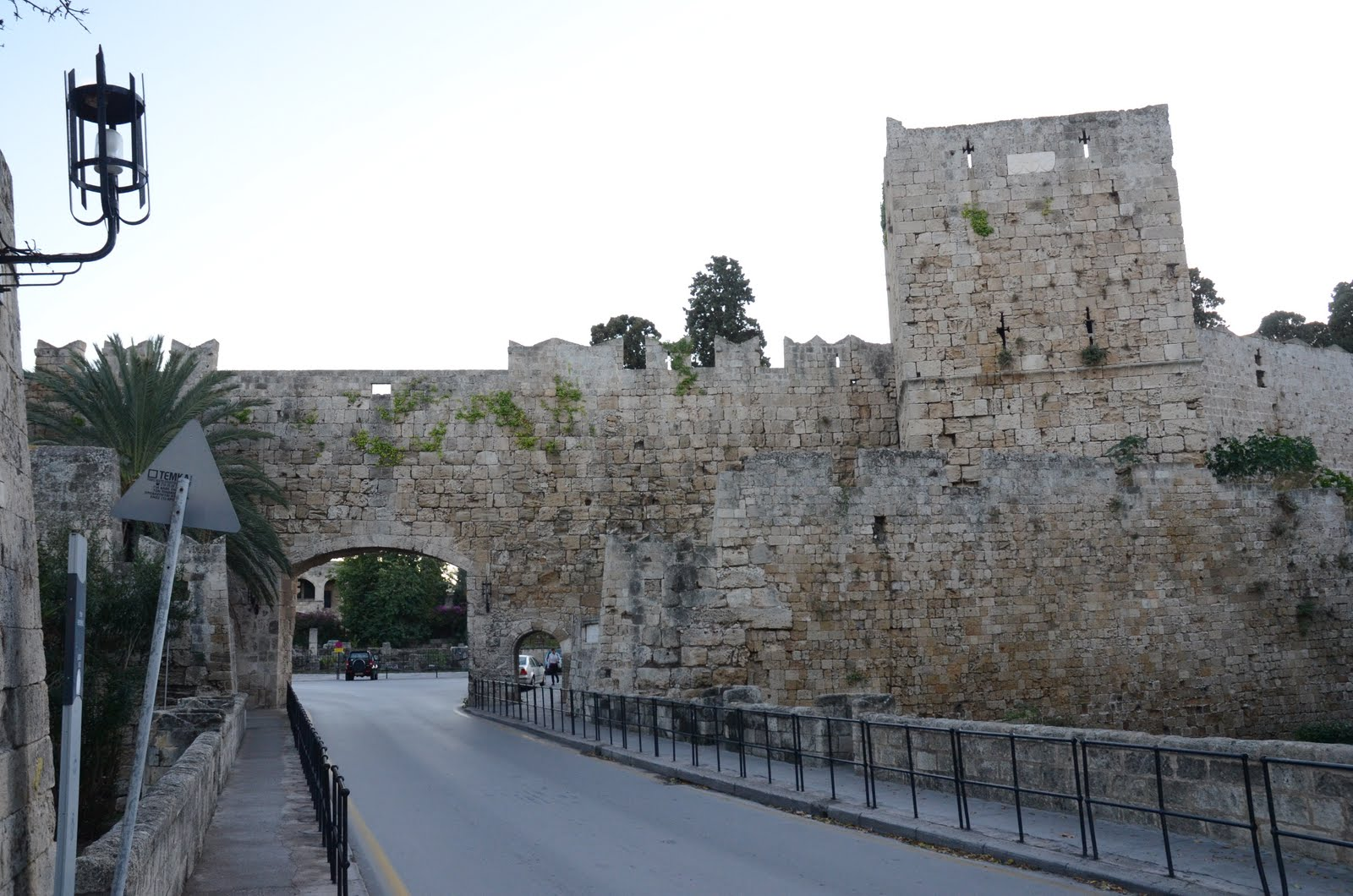
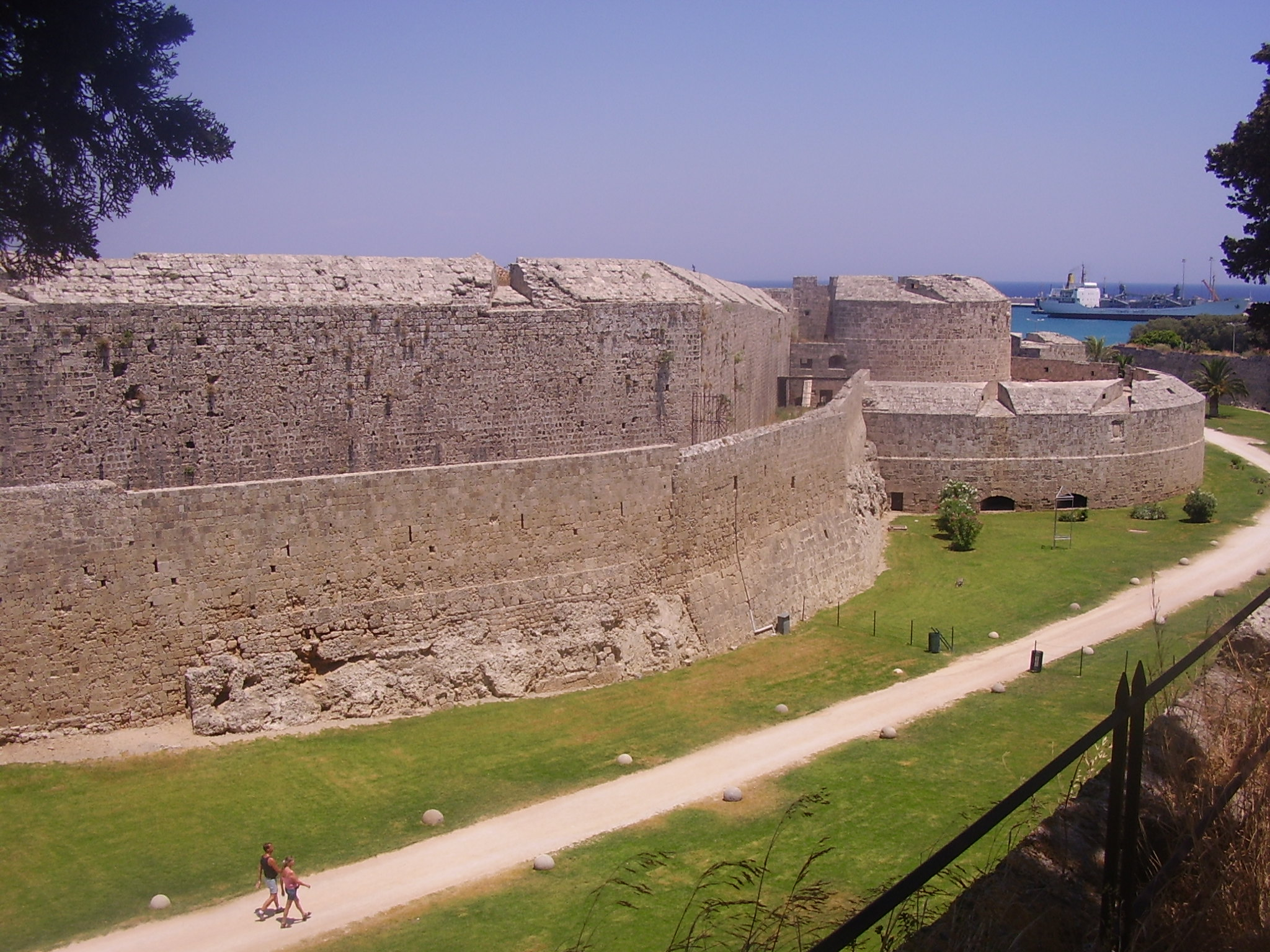
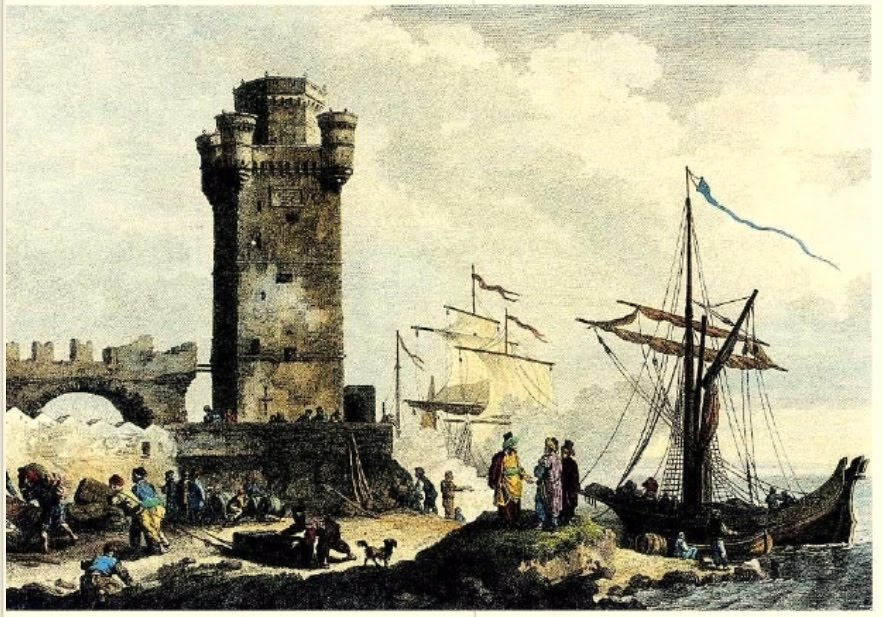
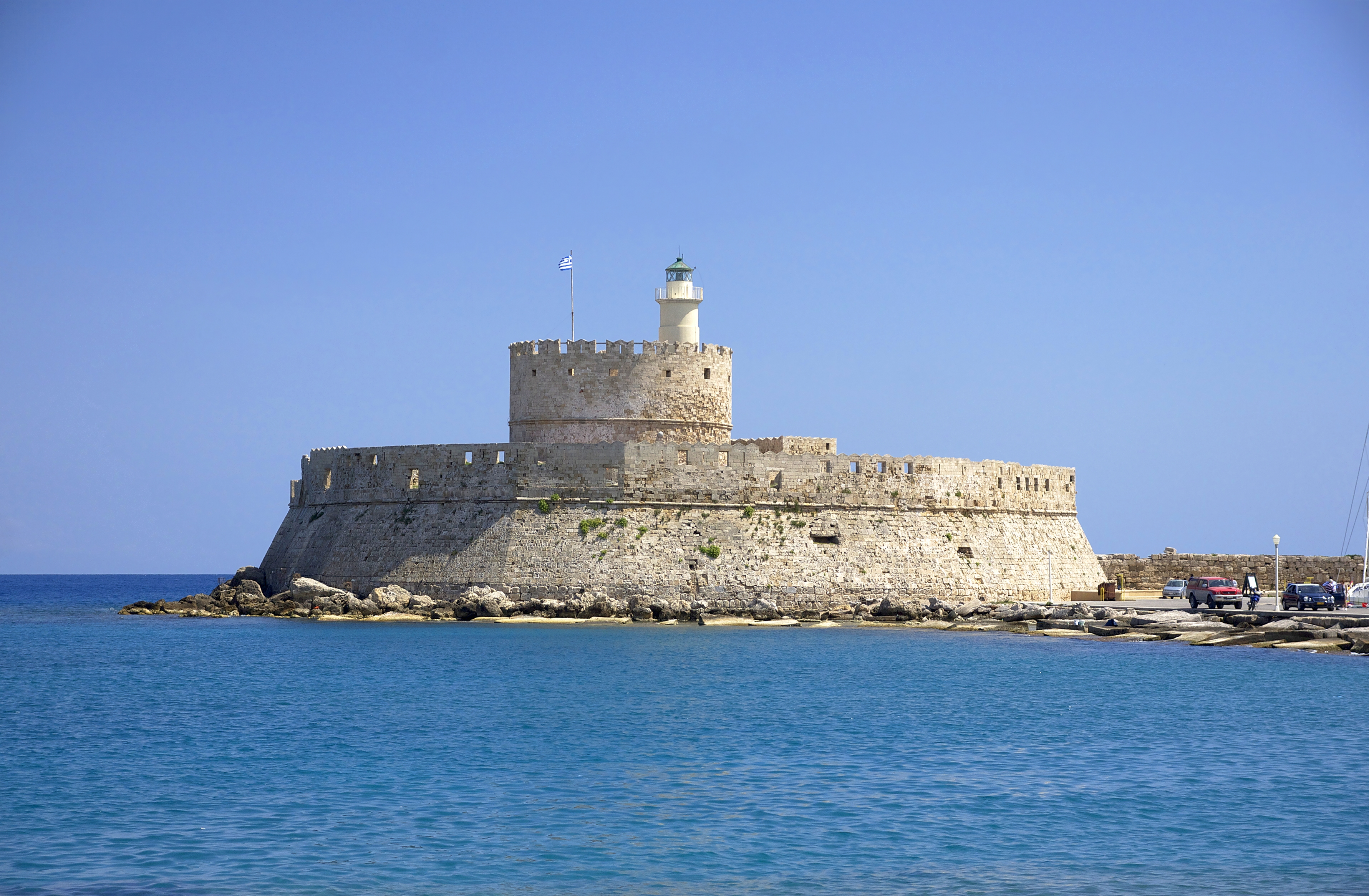
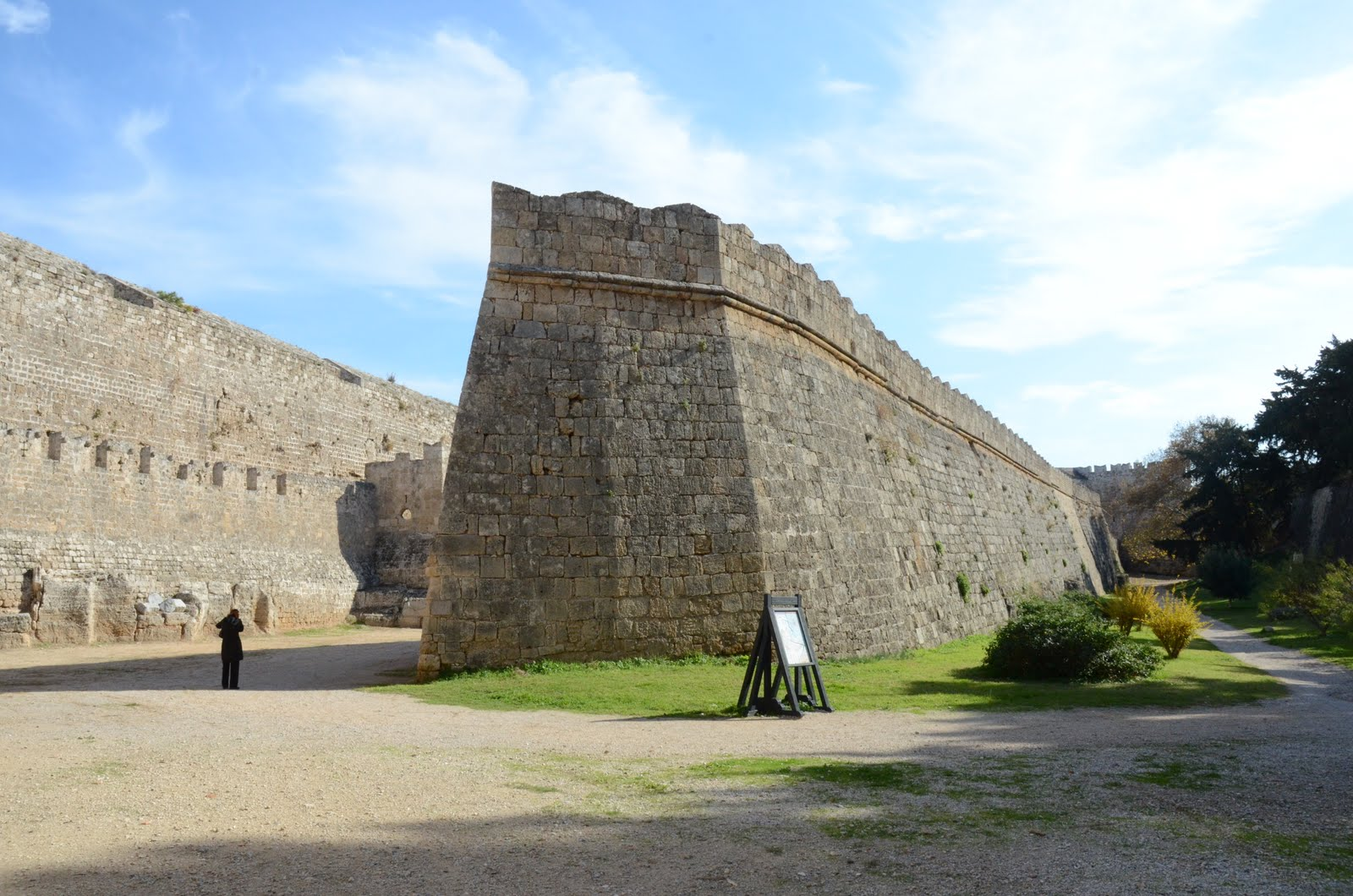
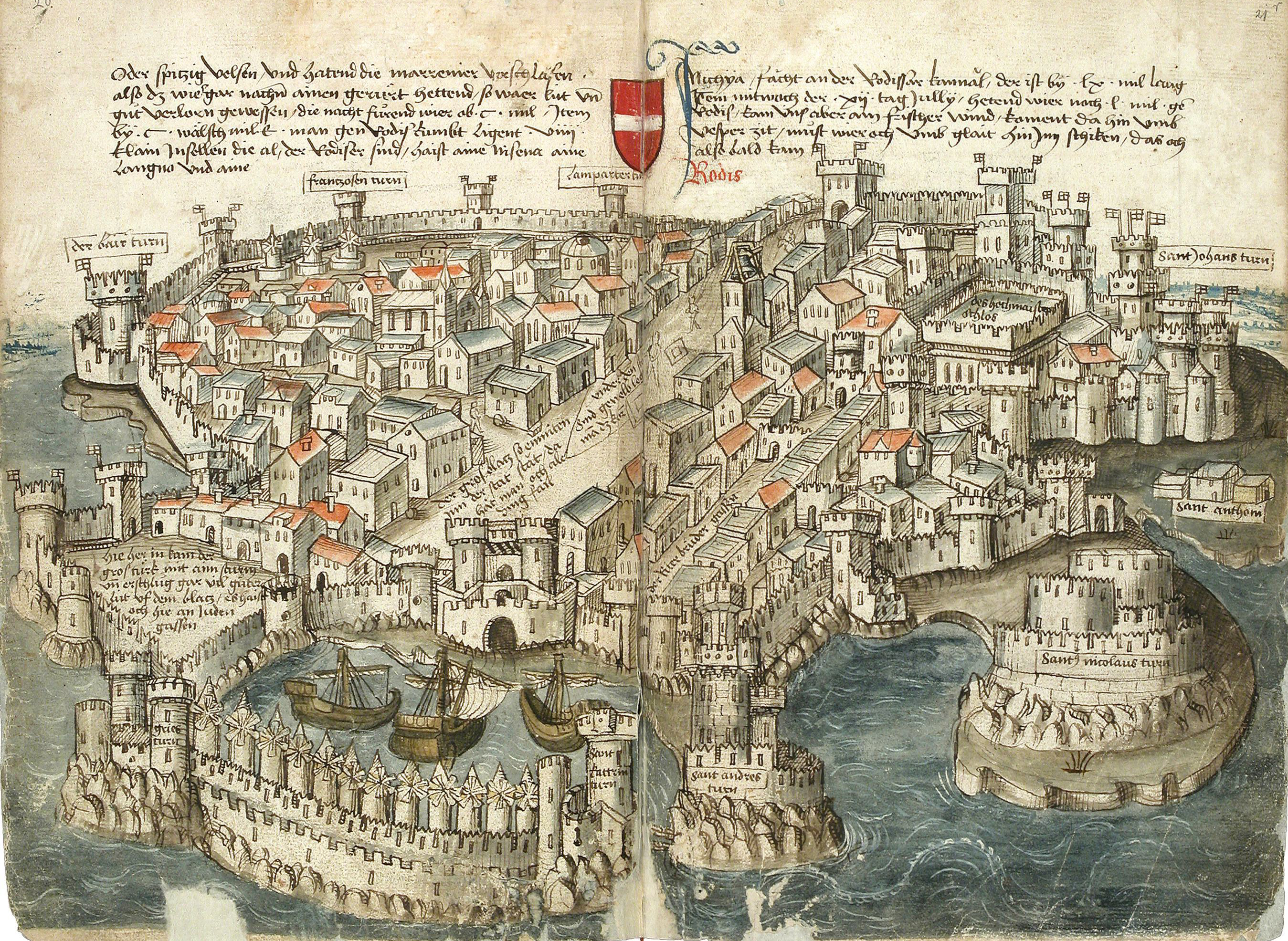
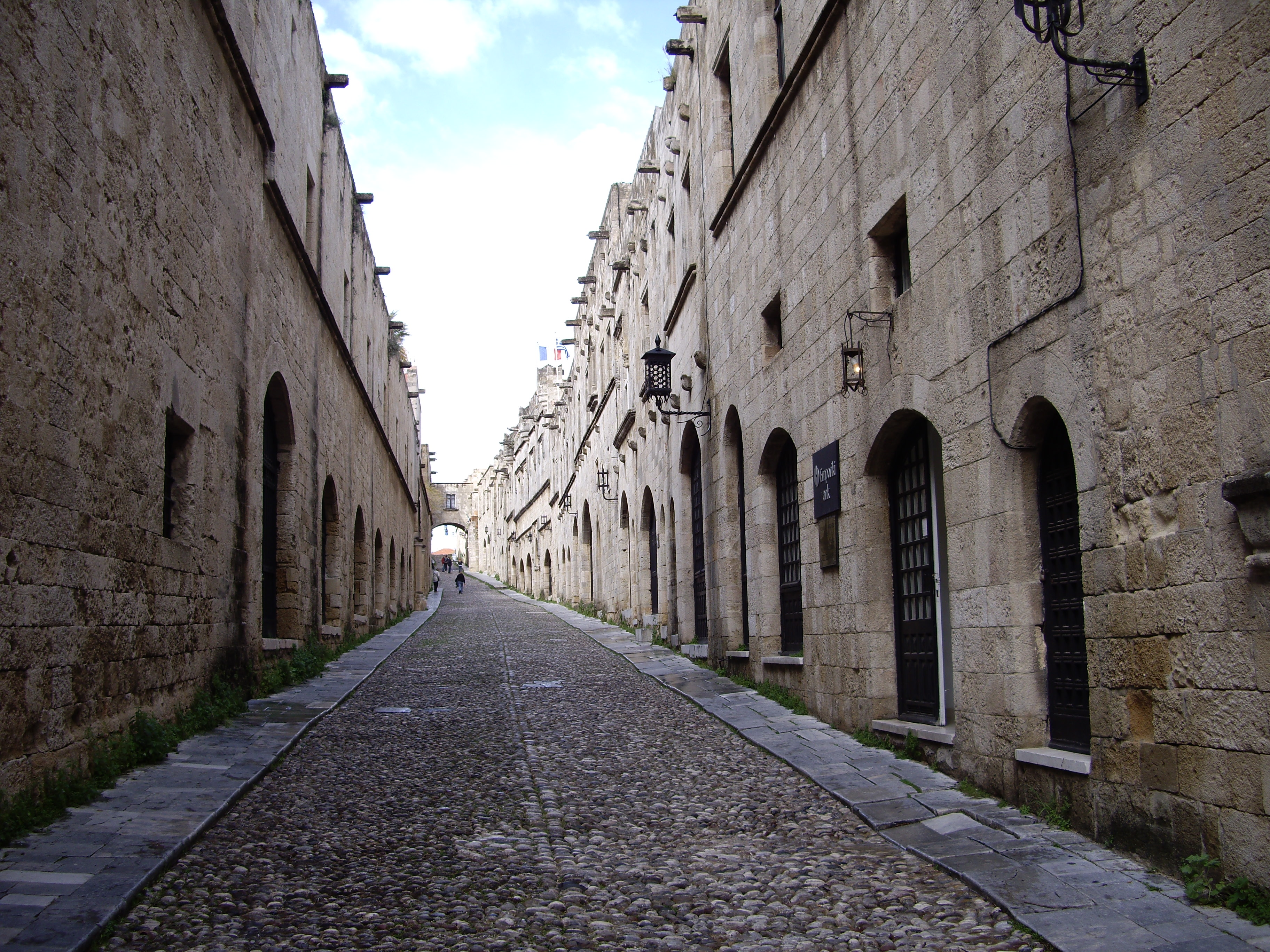